# José Cándido Peña

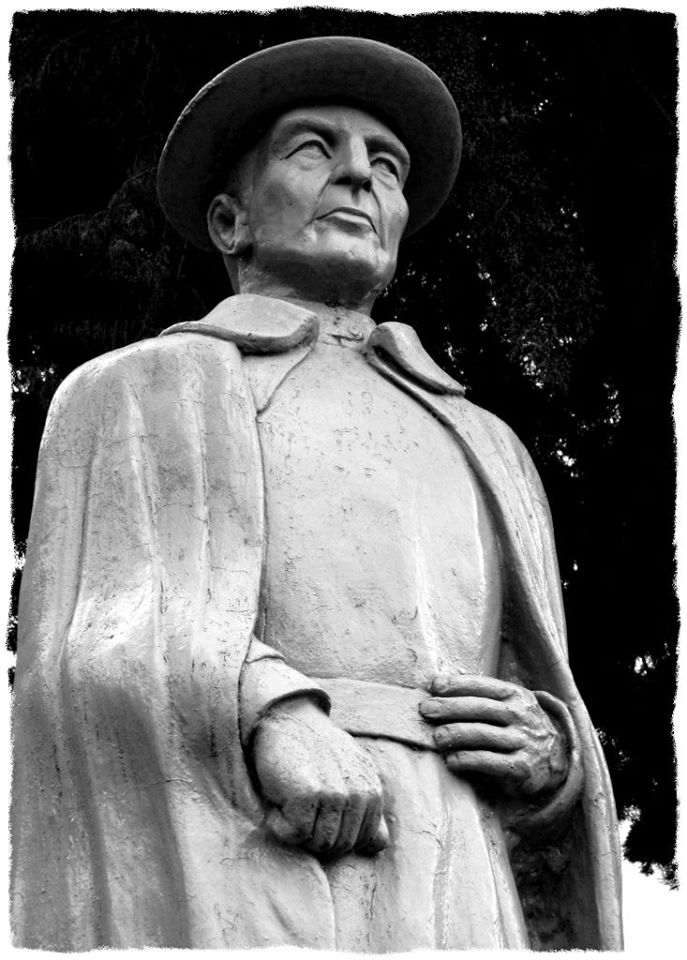
Monumento a José Cándido Peña erigido en la ciudad de Samaipata.

José Cándido Peña Coca (2 de febrero de 1883 - 1968) fue un sacerdote católico boliviano nacido de la región de Los Valles.
Nació el 2 de febrero de 1883 en El Palmar, pequeña población de Vallegrande que pertenecía a la comunidad El Peñón; hijo de Fernando Peña y Dionisia Coca.
Fue ordenado sacerdote en 1909. Trabajó como vicario cooperador en la parroquia "Dulce Nombre de Jesús de Vallegrande" en 1911 y luego como párroco de la misma en 1922 a 1929, entregando la parroquia a la Congregación del Santísimo Redentor en 1929 tras más de 300 años de administración parroquial a cargo del clero diocesano local, por disposiciones superiores.
En su periodo como vicario de Vallegrande, concluyó la construcción de la capilla del 'Señor de Malta' en 1928, iniciada por el padre Víctor Rueda.
Trabajó como párroco de la parroquia 'Nuestra Señora de la Candelaria' de Samaipata, de 1931 a 1945, donde se le construyó un monumento.
Trabajó también en el cabildo eclesiástico de la diócesis cruceña por más de veinte años.
Fue arcediano del cabildo eclesiástico cruceño y el papa Juan XXIII le confirió el título de 'prelado doméstico de su santidad'.
Fue miembro activo de la Sociedad de Estudios Geográficos e Históricos de Santa Cruz desde 1951.

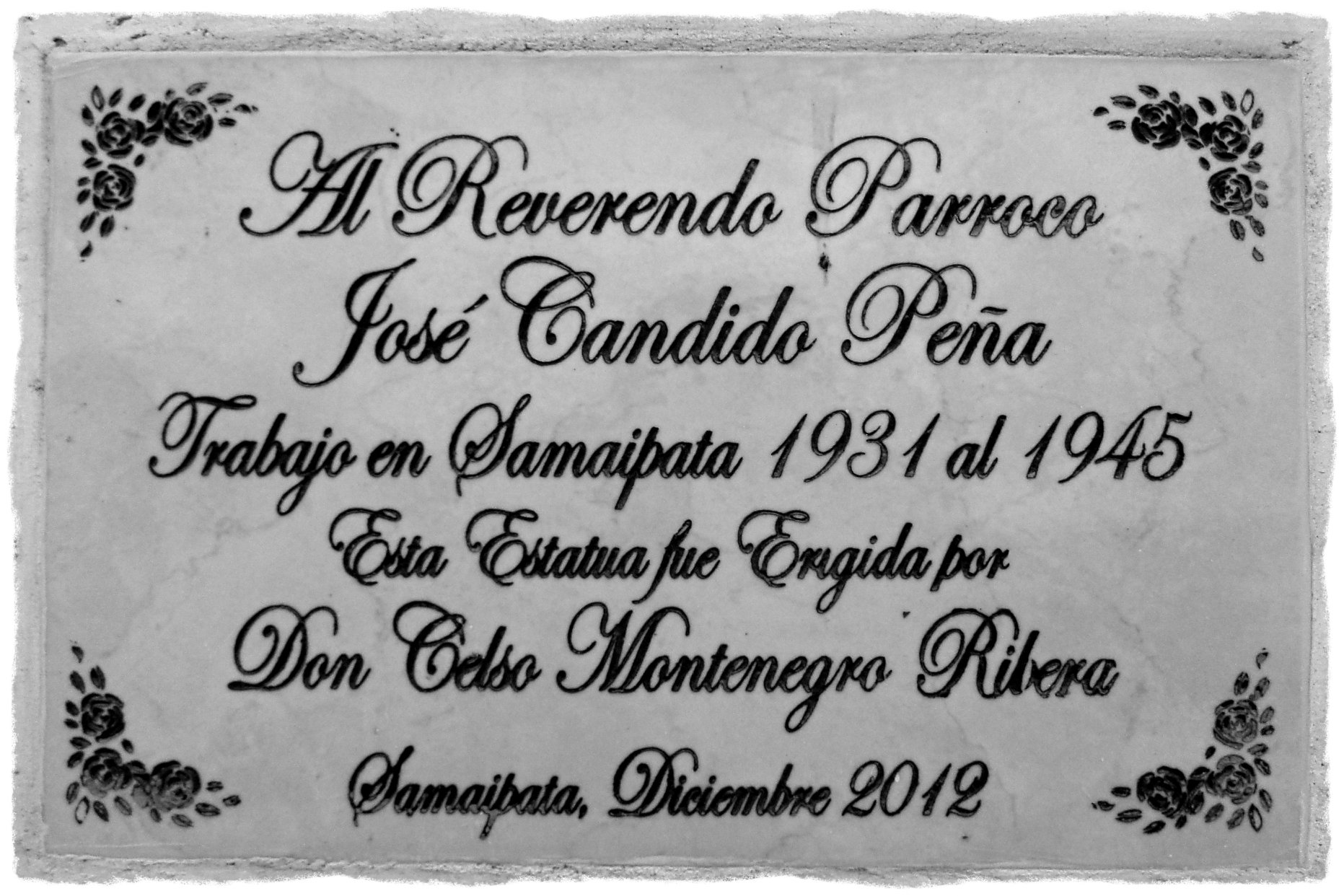
Placa conmemorativa del padre Peña.

Falleció en 1968.